# Echembrotos
Echembrotos (Ἐχέμβροτος) - arkadyjski aulecista, który zdobył nagrodę w igrzyskach pytyjskich, które odbyły się ok. trzeciego roku 48. olimpiady (ok. 586 p.n.e.).
W podzięce za wygraną ofiarował trójnóg Heraklesowi Tebańskiemu. Na trójnogu wyryta została inskrypcja, której treść przekazał Pauzaniasz [X, 7]. Możemy się z niej dowiedzieć, że nagrodę otrzymał za przeznaczone do śpiewania przy akompaniamencie aulosu poematy meliczne i elegie.